# Bijnor (huyện)
Huyện Bijnor là một huyện thuộc bang Uttar Pradesh, Ấn Độ. Thủ phủ huyện Bijnor đóng ở Bijnor. Huyện Bijnor có diện tích 4561 ki lô mét vuông. Đến thời điểm năm 2001, huyện Bijnor có dân số 3130586 người.